# Brainfuck
A Brainfuck programozási nyelv egy nyolc utasítást tartalmazó Turing-teljes (Turing-complete) ezoterikus programozási nyelv. A Brainfuck szó az angol brain ’agy’ és fuck ’szexuálisan közösülni, durván behatolni’ szavakból áll össze, ami a programok nehéz megírására utal.
A nyelvet Urban Müller készítette Amiga OS 2.0 alá azzal a céllal, hogy olyan Turing-nyelvet hozzon létre, amire a lehető legkisebb fordítóprogramot meg tudja írni. (Ez eredetileg 240 byte hosszú volt, de híresztelések szerint sikerült később 200 byte alatt megírnia.)
A Turing-teljes nyelvekkel minden lehetséges program megírható. Mivel ez a lehetséges programozási módok közül az egyik legnehezebb, legátláthatatlanabb, ezért kaphatta a nyelv az „agycseszegető” nevet (finoman fordítva).

## A nyelv szerkezete
A Brainfuck nyelvnek egy univerzális byte mutatója van, aminek a neve „pointer”, ami szabadon mozoghat egy 30 000 byte nagyságú tömbben, melynek alapértékei nullák. A pointer a tömb elején indul.
A nyelv nyolc parancsát egy-egy karakter reprezentálja:
| > | A pointer növelése eggyel                                                  |
| < | A pointer csökkentése eggyel                                               |
| + | A pointernél levő byte növelése eggyel                                     |
| - | A pointernél levő byte csökkentése eggyel                                  |
| . | A pointernél levő byte kiírása                                             |
| , | Byte bekérése és a pointernél tárolása                                     |
| [ | Ugrás a következő, megfelelő ] jel utánig, ha a pointer alatti byte nulla. |
| ] | Ugrás az előző, megfelelő [ jelig.                                         |

## Példaprogramok
A legtöbb Brainfuck program több száz, vagy több ezer karakterből áll. Íme két extrém pici program, ami igazából semmi hasznosat nem csinál a bemutatáson túl.

### ASCII
Az alábbi program kiírja az ASCII karakterkészletet; szerzője Jeffry Johnston, 2001
```
.
+
[
.
+
]

```

### Echo
Ez a program minden beadott karaktert kiír addig, míg egy ASCII 255 karaktert nem kap.
```
,
+
[
-
.,
+
]

```

### Fordít
A beadott karaktereket kiadja ellensorrendben (enter/soremel=10).
```
+
[
>
,
-----
 
-----
]
<
-
[
+
 
+++++
 
+++++
.
<
-
]

```

A következő példa ugyanazt csinálja, mint az előző, de csak akkor működik, ha a fordító/interpreter az entert 0-vá alakítja (így nem kell sem levonni, sem hozzáadni 10-et, mint az előbb).
```
>
,
[
>
,
]
<
[
.
<
]

```

### TOP-BOT
Egy szimpla polyglot, amit 'a' és 'b' karakterrel hajtunk [80x25].
A program Turbo Pascal és BrainFuck nyelven is lefordul, és az eredménye azonos
```
program
 
TopBot
;

uses

  
Crt
;

var

  
Top
:
 
char
;

  
Bot
:
 
char
;

  
Ch
:
 
char
;

  
i
:
 
word
;

begin

  
Top
 
:=
 
#47
;
             
{>>>+++ +++[<++++ ++++[<+<+>>-]>-] <<-<-->}

  
Bot
 
:=
 
#46
;

  
repeat
                  
{[}

    
for
 
i
 
:=
 
1
 
to
 
80
 
do
   
{>++++ ++++[<..... .....>-]}

      
Write
(
Top
)
;

    
for
 
i
 
:=
 
1
 
to
 
1919
 
do
 
{>> ++++ +++++[<+++ ++++[<+++ +++[<<.. ...>>-] >-] >-] }

      
Write
(
Bot
)
;
         
{<< +++ [<<.... .....>>-] <<..>>}

    
Ch
 
:=
 
ReadKey
;
        
{>>>,[<+<+<+>>>-]}

    
Write
(
Ch
)
;

    
case
 
Ch
 
of
            
{+++++ +++++ [>+++++ +++++[<<-<->>>-]<-]}

      
'a'
:
 
Inc
(
Top
)
;
      
{+< +++[>[-]<-]>[<<<<+>>>>-]<}

      
'b'
:
 
Inc
(
Bot
)
;
      
{+< ++ [>[-]<-]>[<<<<+>>>>-]<}

      
#27
:
 
Top
 
:=
 
#0
;
     
{+++[<---- ----->-] +< [>[-]<-]>[<<[-]<[-]>>>-]<<}

    
end
;

  
until
 
Top
 
=
 
#0
;
         
{]}

end
.

```

## Hello World
```
+++++
 
+++++

[

    
>
 
+++++
 
++

    
>
 
+++++
 
+++++

    
>
 
+++

    
>
 
+

    
<<<<
 
-

]

>
 
++
 
.
                  'H'

>
 
+
 
.
                   'e'

+++++
 
++
 
.
              'l'

.
                       'l'

+++
 
.
                   'o'

>
++
 
.
                   ' '

<<
 
+++++
 
+++++
 
+++++
 
.
  'W'

>
 
.
                     'o'

+++
 
.
                   'r'

-----
 
-
 
.
               'l'

-----
 
---
 
.
             'd'

>
 
+
 
.
                   '!'

```

Egy sorban:
```
++++++++++
[
>
+++++++
>
++++++++++
>
+++
>
+
<<<<
-
]
>
++
.
>
+
.
+++++++
..
+++
.
>
++
.
<<
+++++++++++++++
.
>
.
+++
.
------
.
--------
.
>
+
.
>
.

```

## Két megadott byte összeadása
```
,
 		#0 feltöltése

>
 		pointer növelése

,
		#1 feltöltése

[
		ciklus kezd	(ha a pointer alatti byte 0

		akkor hagyja ki a következő zárójel bezár

		utánig a kódot)

	
-
		#1 csökkentése

	
<
		pointer csökkentése

	
+
		#0 növelése

	
>
		pointer növelése

]
		ciklus vége

<
		pointer csökkentése

.
		#0 kiírása

```

Egy sorban:
```
,
>
,
[
-
<
+
>
]
<
.

```